# Gegenstromaustauscher
Gegenstromaustauscher, auch Gegenstromfilter genannt, dienen zum Austausch von unerwünschten Ionen in Flüssigkeiten gegen gebundene Ionen und ermöglichen eine sehr gute und wirtschaftliche Vollentsalzung. In der Wassertechnik wird mit dieser Bezeichnung die Bauausführung der Ionenaustauschersäulen angegeben. Seit den 1970er Jahren wurden durch diese neue Entwicklung die Gleichstromaustauscher als Arbeitsfilter (Kationen- und Anionen-Austauscher) einer Vollentsalzungsanlage weitgehend abgelöst. Weiteres zu Theorie und Anwendung des Ionenaustausches siehe unter Ionenaustauscher und Ionenaustauschsäulen.

## Verfahren
Um die Wirtschaftlichkeit von Ionenaustauschern zu verbessern, wurden diverse Techniken entwickelt, und zwar: 
- Verbundregeneration (Hintereinanderschaltung von 2 Filter entweder mit schwach- und stark dissoziierten Ionenaustauschern oder auch nur stark dissoziierten Ionenaustauschern, die zusammen regeneriert werden)
- Schichtbettaustauscher (Verwendung von 2 Harzsorten in einem Filter, beispielsweise schwach und stark sauren Kationenaustauschern)
- Gegenstromaustauscher

Optimale Verbesserungen ohne anderweitige Nachteile waren jedoch nur mit Gegenstromaustauschern erreichbar. Nachfolgend wird deshalb nur auf die Gegenstromverfahren näher eingegangen.

## Grundlagen des Gegenstromverfahrens
Gleichstromaustauscher werden bei Betrieb und Regeneration in der gleichen Richtung durchströmt, Gegenstromaustauscher entgegengesetzt. Der Hauptvorteil ist, dass bei der Regeneration diejenigen Harzschichten, die beim Betrieb zuletzt durchströmt wurden, nur mit einer reinen Regenerierlösung in Kontakt kommen. Dagegen werden bei der Regeneration der Gleichstromfilter diese Harzschichten nur mit einer verunreinigten Regenerierlösung behandelt. Diese Verunreinigung entsteht, wenn die bei der Beladung aufgenommenen Ionen – Kationen oder Anionen je nach Harztyp – in die Regenerierlösung diffundieren. Nur mit einer reinen Lösung ist aber eine vollständige Regeneration der Harze möglich. Unvollständig regenerierte Harze verursachen einen Gegenioneneffekt und dadurch eine Verschlechterung der Qualität des Reinwassers beim Betrieb. Um diese Nachteile bei den Gleichstromfiltern zu mildern und auszugleichen, sind deutlich höhere Mengen an Regeneriermittel erforderlich. Der Kontakt der bei Betrieb zuletzt durchflossenen Harze mit verunreinigter Regenerierlösung muss deshalb vermieden werden. Dies wird erreicht, wenn die Austauschharze bei Betrieb und Regeneration entgegengesetzt durchströmt werden. Hierbei sind zwei unterschiedliche Richtungen für den Durchfluss möglich: Wasserdurchfluss von oben nach unten oder von unten nach oben mit entsprechend jeweils entgegengesetzter Durchflussrichtung bei der Regeneration.

### Verfahren mit Betrieb von oben nach unten
Eines der ersten mit Erfolg in der Praxis bereits in den 1960er Jahren eingeführte Gegenstromverfahren war das Permutit-Verfahren. Dabei wird der Austauscher bei Betrieb von oben nach unten und bei Regeneration von unten nach oben durchflossen. Da zur Vermeidung von Umschichtungen bei der Regeneration der Freiraum über den Harzen stark begrenzt war, konnte die vor der Regeneration erforderliche Rückspülung im Arbeitsbehälter nicht erfolgen. Hierfür war oberhalb des Arbeitsbehälters ein hydraulisch verbundener und absperrbarer Rückspülbehälter angebracht. Dieses Verfahren war damit apparativ sehr aufwendig und somit teuer. Das Verfahren konnte sich deshalb in der Praxis nicht durchsetzen und wurde von den nachfolgenden Verfahren wieder verdrängt.

### Verfahren mit Betrieb von unten nach oben

#### Schwebebettverfahren
Ein weiteres Verfahren war das Anfang der 1960er Jahre bei Bayer AG (Leverkusen) entwickelte und patentierte Schwebebettverfahren. Bei diesem Verfahren wird der Behälter nur zu etwa 70 % mit Harzen gefüllt und vom Wasser von unten nach oben durchströmt. In Abhängigkeit von der Durchflussgeschwindigkeit bildete sich bei Betrieb sowohl ein Festbett – oberste Harzschicht, die gegen den oberen Düsenboden drückt – und zusätzlich ein unteres Schwebebett aus. In diesem Schwebebett sind Harze nicht fest gepackt, sondern in Bewegung. Bei Abschaltung des Filters geraten die schwebenden Harze in Bewegung und setzen sich auf den unteren Düsenboden ab. Eine Rückspülung zur Auflockerung vor der Regeneration ist deshalb nicht notwendig. Nachteilig sind die fehlende Schichtung im Schwebebett und die mögliche Umschichtung der Harze bei der Außerbetriebnahme. Der für einen guten Gegenstromeffekt erforderliche kompakte Schichtaufbau der Harze wird durch diese Umschichtungen teilweise aufgehoben. Ein häufigeres An- und Abfahren des Austauschers vor einer Regeneration ist nicht zulässig, da dann der Natriumschlupf bei den Kationenharzen ansteigt und damit die Reinwasserqualität verschlechtert wird. Diese Nachteile können durch Modifikationen des Verfahrens, wie Verwendung einer Umwälzpumpe für den Betrieb oder/und Vergrößerung des Harzvolumens im Filter vermindert werden. Dieses Schwebebettverfahren in der ursprünglich patentierten Ausführung wird kaum noch angewendet.

#### Festbettverfahren in Gegenstromregeneration
Die Nachteile des Schwebebettverfahrens werden bei der Weiterentwicklung, den Gegenstrom-Festbettverfahren vermieden. Nachfolgend eine Skizze dieser Austauscher mit den verfahrenstechnisch notwendigen Einbauten und Rohranschlüssen.

Diese Festbettverfahren mit Gegenstromregeneration dürfen nicht mit dem klassischen Festbettverfahren, das im Gleichstrom regeneriert wird, verwechselt werden. Austauscher, die nach dem Gegenstrom-Festbettverfahren konzipiert sind, werden fast völlig mit Harzen gefüllt, lediglich ihr Quellvermögen wird berücksichtigt. Die Volumenänderung beispielsweise eines stark sauren Kationenharzes beträgt zwischen Beladungs- und Regenerationsform etwa 5 %. Die Volumenänderungen der Anionenaustauscher sind mit ca. 15 – 25 % zwar deutlich größer, jedoch verursachen geringe Umschichtungen bei diesen Harzen keine so hohen Gegenioneneffekte wie bei stark sauren Kationenharzen.
Umschichtungen der Kationenharze, die zu einer deutlichen Verschlechterung der Betriebswerte führen, können bei An- und Abschaltung dieser Festbettfilter nicht auftreten. Die notwendige Auflockerung des Harzbettes vor einer Regeneration wird trotzdem erreicht. Der Einsatz monodisperser Harze wirkt sich vorteilhaft aus. Auf den Einsatz von Inertharzen, die sonst als schwimmende Drainageschicht zwischen dem oberen Harzverteilersystem und dem Harzbett dienen, kann bei diesen Harzen verzichtet werden. Eine häufigere externe Rückspülung und Reinigung der Harze ist in der Praxis nur bei Anwendungen mit Nachfällungen im Harzbett oder mangelhafter Vorfiltration erforderlich. In der Regel ist es ausreichend, den Harzverlust, der durch mechanischen Verschleiß (ca. 2 – 7 % pro Jahr) auftritt, durch Ergänzung mit neuem Harz (alle 1 – 3 Jahre) zu kompensieren. 
Besonders vorteilhaft ist die Möglichkeit, zwei oder auch mehr Kammern in einem Behälter anzuordnen. Hierdurch können beispielsweise schwach und stark saure Kationenharze in einem Behälter mit 2 Kammern eingefüllt werden. Eine Vermischung wird durch einen trennenden Düsenboden verhindert. Ein vergleichbares Ergebnis wird zwar auch durch die Reihen- oder Reihenwechselschaltung von Kationenaustauschern in zwei getrennten Säulen erreicht, jedoch sind die Investitutionskosten hierfür deutlich höher. Mit 2-Kammer-Austauschern ist ein Ionenaustausch bei fast theoretischem Chemikalienaufwand, geringem Waschwasseraufwand und gleichzeitig niedrigem Ionenschlupf erreichbar. 
Durch den Betrieb von unten nach oben können auch Lösungen mit einer höheren Dichte ohne Probleme durch Umschichtungen entsalzt oder umgesalzt werden. Beispielsweise wird hierdurch die Enthärtung oder Umsalzung von Zuckerlösungen deutlich erleichtert und je nach Konzentration erst möglich.
Weiterentwicklungen des Schwebebettverfahrens sind Liftbett- und Rinsebett-Verfahren. Bei diesen Verfahren ist in den Filtern auch jeweils ein Festbett bei Betrieb vorhanden. Bei dem Liftbettverfahren werden 2-Kammerfilter verwendet. Die obere Kammer wird wie beim Festbettverfahren, so weit wie unter Berücksichtigung der Harzquellung möglich, mit Harz gefüllt. Bei Betrieb ist damit ein Festbett vorhanden. Die untere Kammer enthält vergleichbar zum Schwebebett nur zu etwa 70 % Harz. Bei Betrieb wird deshalb kein vollständiges Festbett ausgebildet.
Bei dem Rinsebett-Verfahren wird in einem 1-Kammerfilter in etwa zwei Drittel Höhe sowohl ein Lochboden wie auch ein Drainagesystem angeordnet. Harz wird nur bis etwas über den Lochboden eingefüllt. Das obere Drittel der Kammer ist damit frei von Harz. Bei Betrieb tritt das behandelte Wasser über die Drainage aus dem Filter aus. Das Harz bildet dabei ein Festbett bis zur Austrittsdrainage. 
Je nach Hersteller der Anlage und/oder Lieferant der Ionenaustauschharze werden unterschiedliche Vertriebsnamen für derartige Anlagen nach dem Festbettverfahren verwendet.
Nachfolgend einige davon (die Aufzählung ist nicht komplett, einige werden nicht mehr angeboten):
- Amberpack(TM)-Verfahren
- Econex-Verfahren
- Liftbett-Verfahren
- Rinsebett-Verfahren
- Mannesmann-Gegenstromverfahren
- Pressbett-Verfahren
- ISEP(TM)-Verfahren

## Regeneration
Für die Regeneration werden für den Gegenstrom die gleichen verdünnten Lösungen – Säuren/Laugen/Salze – wie für die Gleichstromverfahren verwendet. Lediglich die Konzentrationen der Regenerierlösungen sind etwas unterschiedlich. Für Salzsäure werden mit bis ca. 10 % deutlich höhere Konzentrationen angewandt. Bei Schwefelsäure ist die Konzentration ebenfalls etwas höher. Allerdings muss fast immer eine progressive Verdünnung angewandt werden, um Ausfällungen von Calciumsulfat zu vermeiden. Die obere Harzschichten sind gegen Ende der Regeneration mit einer mindestens 7 – 10%igen Säure zu regenerieren. Ein besonders effektiver Aufwand an Regeneriermittel ist mit einer zusätzlichen Zwischenverdünnung im Harzbett erreichbar.
Während bei den Kationenharzen höhere Konzentrationen verwendet werden, sind bei den Anionenharzen besonders für die unteren Schichten max. Konzentrationen der Regenerierlauge von < 2,8 % erforderlich. Grund hierfür ist das bei Betrieb aufgenommene Siliciumdioxid (SiO2). Dieses reagiert mit der Regenerierlauge zu Natriumhydrogensilikat nach folgender Gleichung:
{\displaystyle \mathrm {(R{-}N(CH_{3})_{3})^{+}HSiO_{3}^{-}+NaOH\rightleftharpoons \ (R{-}N(CH_{3})_{3})^{+}OH^{-}+NaHSiO_{3}} }
Anionenharz mit Kieselsäure beladen reagiert mit Natronlauge zu regeneriertem Harz + Natriumhydrogensilikat; R = Grundgerüst des Ionenaustauschers
Die Alkalität des gebildeten Natriumhydrogensilikates ist stark genug, um beladene schwach basische Anionenaustauscher zu regenerieren. In den tieferen Harzschichten werden diese Harze unter Rückbildung von SiO2 in die Aminform umgewandelt. Die Gleichung hierfür lautet:
{\displaystyle \mathrm {NaHSiO_{3}+R{-}NH_{3}^{+}Cl^{-}\longrightarrow R{-}NH_{2}+NaCl+SiO_{2}+H_{2}O} }
Natriumhydrogensilikat regeneriert mit Chlorid beladenes Anionenharz zur Basenform, Natriumchlorid, Siliciumdioxid + Wasser
Durch die stärkere Verdünnung der Regenerierlauge wird die Durchströmgeschwindigkeit im Harzbett vergrößert. Ausfällungen von einem SiO2–Gel, dass Na-Ionen adsorbiert und das Auswaschverhalten der Regenerierlauge erschwert, wird vermieden. Zusätzlich zur Steigerung der Strömung wird die Regenerierlauge auch erwärmt. Hierdurch wird einer Ausfällung des SiO2 ebenfalls entgegengewirkt.
Während die Technik des Gegenstromes bei der Vollentsalzung deutlich wirtschaftlicher ist, werden bei der Enthärtung zwar auch Verbesserungen im Regeneriermittelbedarf erzielt aber die Vorteile sind nicht vergleichbar groß.